# Sergio V di Napoli
Sergio V di Napoli (... – Napoli, 1090 circa) fu il figlio e successore di Giovanni V come duca di Napoli, regnando dal 1042 al 1090.
Quando, nell'estate del 1074, scoppiarono le ostilità tra Riccardo I di Aversa e Roberto il Guiscardo, Sergio V si alleò con il secondo e fece della sua città una base d'appoggio per le truppe di Guiscardo che attaccarono Capua e Aversa. Tuttavia, Sergio V, che era sfuggito per caso alla coalizione organizzata a giugno a causa della malattia del pontefice, comprese rapidamente che doveva avviare negoziati con Gregorio VII. Questi colloqui si svolsero parallelamente a quelli dell'abate di Montecassino per ristabilire la pace tra i Normanni e il duca di Puglia.
Non si sa se Sergio V abbia contratto un'unione, ma, apparentemente privo di eredi, associò al trono tra il 1067 e il 1075 il figlio di suo fratello, il senatore Giovanni, suo nipote e futuro successore Sergio VI.